# Piscomantis peruana
Piscomantis peruana – gatunek modliszek z rodziny Thespidae i podrodziny Thespinae. Jedyny gatunek rodzaju Piscomantis.
Gatunek ten został opisany naukowo w 1935 roku przez Maxa Beiera jako Galapagia peruana. W 2017 roku Julio Rivera i Clorinda Vergara-Cobián przenieśli go nowego rodzaju Piscomantis. Nazwa rodzajowa pochodzi od wyrazów pisco – trunku narodowego Peruwiańczyków – i mantis oznaczającego w grece „wieszczkę”.
Modliszka o ciele długości od 20 do 25 mm, ubarwionym od jasno- do ciemnobrązowego, a czasem szarawobrązowo. Głowa jej cechuje się prostym do lekko wypukłego ciemieniem i dobrze rozwiniętymi wzgórkami jukstaokularnymi stożkowatego kształtu, wznoszącymi się ponad ciemię i górne krawędzie oczu złożonych. Krótkie i zwarte przedplecze ma drobno ząbkowane boczne krawędzie i wykształcone nabrzmiałości nadbiodrowe. U samic przedplecze zbudowane jest tężej niż u samców. Biodra odnóży przednich są dłuższe od metazony przedplecza, a ta z kolei jest 1,3 raza dłuższa od jego prozony. Uda przednich odnóży mają 4 kolce grzbietowe, 8–10 przednio-brzusznych i 4 tylno-brzuszne. Kolce na przednich goleniach mają słabe mikropiłkowanie na spodnich krawędziach. 5 lub 6 kolców przednio-brzusznej serii na przednich goleniach podzielonych jest na dwie grupy, z których pierwsza zawiera 2–3 bardzo małe kolce proksymalne, a druga obejmuje 3 znacznie większe kolce dystalne. Kolców tylno-brzusznych jest na omawianych goleniach od 1 do 3 i są one położone odsiebnie. Samice są bezskrzydłe, natomiast samce mają dwie pary skrzydeł. Skrzydła przednie są wąskie, przezroczyste, szaro przydymione z rozproszonymi ciemnymi kropkami wzdłuż żyłek podłużnych i komórek, a często także z przyciemnionymi punktami zaczepienia żyłek poprzecznych. Bezbarwne i przejrzyste skrzydła tylnej pary mają co najwyżej kilka ciemnych kropek u krawędzi kostalnej. Smukły, walcowaty odwłok ma drobne wyrostki pośrodkowe na tergitach. 
Owad neotropikalny, endemiczny dla Peru, znany z regionów: Ancash, Ica i Lima. Zamieszkuje zachodnie stoki środkowych Andów i przyległe tereny nizin pacyficznych.